# Bataille de Linnich
La Bataille de Linnich aussi appelée Bataille de la Saint-Hubert a eu lieu le 3 novembre 1444, jour de la Saint-Hubert, près de la ville de Linnich dans l'arrondissement de Düren.

## Précédents
La succession du duché de Gueldre avait déjà donné lieu à une Guerre de Succession à la fin du XIVe siècle : Marie de Gueldre l'ayant emporté sur sa sœur Mathilde, fit hériter de ce duché les enfants qu'elle avait eus de son mariage avec Guillaume VI, duc de Juliers. Devient ainsi duc de Gueldre et de Juliers Guillaume, qui meurt sans enfant légitime, et cède donc les deux duchés à son frère Renaud. Celui-ci mourant à son tour sans enfant, ouvrit la succession au petit-fils de sa sœur Jeanne, Arnold d'Egmont.
Mais des cousins de Renaud, les ducs de Berg, descendants de Gérard VI de Juliers, beau-père de Marguerite et Marie de Gueldre, font valoir leurs droits sur le duché : il s'ensuit une seconde Guerre de Succession de Gueldre (de), qui oppose le duc Gérard de Juliers-Berg à Arnold.

## La bataille
La bataille a lieu près de Linnich le 3 novembre 1444. La victoire de Gérard met fin à ce conflit entre les deux duchés qui s'éternisait depuis le XIVe siècle.

## Les conséquences
En mémoire de cette bataille, Gérard de Juliers-Berg institua l'Ordre de Saint-Hubert, à l'instar de l'Ordre de la Toison d'or du duc de Bourgogne Philippe le Bon.
Par un accord de paix conclu à Dülken, Gérard de Juliers renonce au duché de Gueldre, mais le duc de Bourgogne, qui devait de fait intervenir dans l'histoire du duché de Gueldre, ne s'en tiendrait pas à cet accord.

## Source de la traduction
- (de) Cet article est partiellement ou en totalité issu de l’article de Wikipédia en allemand intitulé « Schlacht bei Linnich » (voir la liste des auteurs).